# Lithocarpus uvariifolius
Lithocarpus uvariifolius (Hance) Rehder – gatunek roślin z rodziny bukowatych (Fagaceae Dumort.). Występuje naturalnie w Chinach – w prowincjach Fujian i Guangdong (północna część), a także w regionie autonomicznym Kuangsi. 

## Morfologia
PokrójZimozielone drzewo lub krzew. Dorasta do 10–15 m wysokości.
LiścieBlaszka liściowa jest nieco skórzasta i ma kształt od eliptycznego do owalnego. Mierzy 4–22 cm długości oraz 2–10 cm szerokości, jest falista lub ząbkowana na brzegu, ma niemal zaokrągloną nasadę i wierzchołek od ostrego do ogoniastego. Ogonek liściowy jest owłosiony i ma 10–35 mm długości.
OwoceOrzechy o niemal kulistym kształcie. Osadzone są pojedynczo w półkulistych miseczkach lub w formie kubka, które mierzą 10–35 mm długości i 35–50 mm średnicy. Orzechy otulone są w miseczkach do 50–70% ich długości.

## Biologia i ekologia
Rośnie w wiecznie zielonych lasach. Występuje na wysokości do 1000 m n.p.m. Kwitnie od maja do czerwca, natomiast owoce dojrzewają od października do grudnia. 

## Zmienność
W obrębie tego gatunku wyróżniono jedną odmianę:
- Lithocarpus uvariifolius var. ellipticus (F.P.Metcalf) C.C.Huang & Y.T.Chang